# Iphigénie en Tauride (Gluck)
Iphigénie en Tauride ("Ifigênia em Táuris", em francês) é uma ópera do compositor alemão Christoph Willibald Gluck, em quatro actos. O libreto em francês, foi escrito por Nicolas-François Guillard, baseado na tragédia grega de Eurípedes. A sua primeira apresentação foi feita pela Ópera Nacional de Paris, em 18 de Maio de 1779.
Teatro Nacional de São Carlos - estreia - 22 e 29 de Janeiro de 1955